# Juca Bala (doleiro)
 Vinícius Vieira Barreto Claret mais conhecido como Juca Bala é um doleiro brasileiro, investigado e alvo da Operação Lava Jato. Foi preso em março de 2017, em Punta del Este, no Uruguai, onde morava.
Segundo investigadores, Juca era integrante do esquema de corrupção do ex-governador do Rio de Janeiro Sérgio Cabral, e usava propina de Cabral para vender dinheiro em espécie a corruptos.
De acordo com a revista VEJA Juca Bala e o doleiro Tony movimentavam a quantia de um milhão de reais por dia.

## Prisão e extradição
A prisão do doleiro, a pedido das autoridades brasileiras, ocorreu em Punta del Este depois que Juca foi citado por outros dois delatores da Operação Calicute, os irmãos Renato e Marcelo Chebar.
Em dezembro de 2017 teve a sentença de extradição decretada pela Justiça uruguaia. Preso desde março do mesmo ano, ao lado do sócio Cláudio Fernando Barbosa, o "Tony", Juca chegou ao Rio de Janeiro sob escolta da Polícia Federal, para ocupar um beliche na Penitenciária de Benfica.

## Colaboração premiada
Em maio de 2018 foi solto após acordo de delação premiada no âmbito da Operação Lava Jato. A delação de Juca Bala resultou na Operação Câmbio, Desligo.

## Condenação
Em julho de 2018, o juiz federal Marcelo Bretas condenou Juca Bala a 18 anos de prisão, pena reduzida em razão do acordo de colaboração. Inicialmente, cumpre um ano e dois meses em regime fechado, passando nos seis meses seguintes a regime domiciliar fechado com uso de tornozeleiras.